# IC 4756
IC 4756 (również Gromada Graffa lub OCL 94) – rozproszona gromada otwarta, znajdująca się w gwiazdozbiorze Węża. Po raz pierwszy została opisana przez Thomasa Webba w jego książce z 1859 roku, lecz jego odkrycie zostało przeoczone przez Dreyera przy tworzeniu Index Catalogue i podał on jako odkrywcę Solona Irvinga Baileya, który badał tę gromadę w 1896 roku. IC 4756 znajduje się w odległości około 1300 lat świetlnych od Ziemi.